# ارتشر الكسندر
ارتشر الكسندر (بالإنجليزية: Archer Alexander) هو عارض فني ‏ أمريكي، ولد في 1810 في فرجينيا في الولايات المتحدة، وتوفي في 8 ديسمبر 1879 في سانت لويس في الولايات المتحدة.